# 零度のエクリチュール
『零度のエクリチュール』（れいどのエクリチュール、仏: Le Degré zéro de l'écriture）は、1953年にフランスの哲学者、文学理論家ロラン・バルトにより著された研究書である。
バルトは、フランスのシェルブールに1915年に生まれ、30代になってから国立科学研究センター、高等学術研修院、コレージュ・ド・フランスでの研究教育に従事し、本書『零度のエクリチュール』を初めて執筆した。ソシュールの構造主義的な言語理論を一部導入した文学理論を提唱し、さらに構造主義という立場から従来とは異なる文学研究の方向性を示した。本書は、1947年から1951年にかけて雑誌『コンバ』で掲載された論文をまとめたものであり、1953年にパリのスイユ出版社から刊行された。
ソシュールは、言語において社会の中で暗黙裡に了承されている一般的な約束であるラング（言語体）の側面と、その約束に基づいて一回的に発信される言語行為であるパロール（発話）の側面を区別する。バルトは、このソシュールの言語理論を受けて、ラングの概念を導入し、新たにスティル（文体）の概念を定義する。バルトによれば、ラングとは、ソシュールが定義したように、言語話者にとって世界の一部として認識されており作家の創作をとりまく環境そのものを指す。一方、スティルとは、個々人が独自の経験によって形成した言語感覚を指している。さらに、バルトは、自身の理論で重要な概念であるエクリチュールをラングとスティルの概念から説明する。エクリチュールとは、作家が言語活動においてラングとスティルを乗り越えながら選び取るものであり、書くという行為そのものへの態度を指す。これには、社会制度としてのラングへの態度が含まれており、同時に社会そのものへの態度も内包される。
バルトは、文学研究において、このような作家の態度を持ち出しながら、フランス文学史について述べる。バルトによれば、フランスでエクリチュールが重要な問題となってくるのは、17世紀中盤以後である。それ以前は統語法が確立されていなかったが、絶対主義王政のもとで主にブルジョワジーにより国語の体系が確立され、フランス語はラングとなった。ここにブルジョワによるエクリチュールの支配が完成し、フランス革命後もブルジョワ的なエクリチュールは維持されていた。しかし、19世紀になって資本主義が成立すると、ブルジョワ的エクリチュールは優位を喪失し、その後の現代の作家たちは自らのエクリチュールを選択することが必要となったと論じた。

## 内容
エクリチュールは、共同体の成員によって使用される言語(langue)と、個々の作家の体の奥からにじみでてくる文体(style)の中間に位置するものとして捉えられる。それは、過去の文学的記憶、現社会に対して取る態度、歴史経済状況、文学に対する姿勢などのせめぎ合いによって規定されてくる。歴史的には、17世紀半ば、国語の成立に伴い、それまでかなり自由に扱うことのできた言語が規制として意識されるようになって、それに立ち向かう問題意識から生まれてきた。
１。それがブルジョワ的（あるいは古典主義的）エクリチュールであり、これが革命の時代に入っても、19世紀の初めまで文学界を単独支配した。ロマン主義の時代に入っても基本的にはこのフランス語の普遍性、明晰性を神格視する文学態度は変わっていないといえる。エクリチュールは、美学的問題ではなく、構造的問題なのである。
産業革命がおこり、近代的資本主義が成立するという新しい状況の中で、ブルジョワ・イデオロギーに対抗してさまざまなエクリチュールが生まれてくる。たとえば、
２。フローベール、ゴーチエのように時間をかけて文章を推敲彫琢してゆく職人的エクリチュール、内容自体よりも書くための労苦自体に価値を認め、文章のリズムによって魔力的に陶酔させる。
３。伝統的エクリチュール、ジッド、ヴァレリーがこの職人的エクリチュールを受け継いでいる。
４。モーパッサン、ドーデ、ゾラなどの写実主義的（自然主義的、プチブル的）エクリチュール、写実を謳うものの写実的に見せようという作為が顕著なのが特徴、意外にも共産主義作家がこのエクリチュールを受け継いだ。
５。常套や伝統を避けて行き詰まると、ランボー、マラルメのように沈黙へと至らざるをえないオルフェウス的エクリチュール、欲しいものがあればそれを諦めねばならない、とはいえ後ろを振り返ってしまうというジレンマが特徴。
６。カミュに代表される中性的（無垢の）エクリチュール、社会的性格を失い、文体がないという文体といえる。他と異なり、社会的意図を示唆する作家の手先をまったく見せることのないのが特徴、それゆえに零度のエクリチュールと呼ばれる。

## 書誌情報
- 『零度の文学』 森本和夫訳、現代思潮社、1965年。
- 『零度のエクリチュール』 渡辺淳・沢村昂一訳、みすず書房、1971年。ISBN 4622004658
- 『エクリチュールの零度』 森本和夫・林好雄訳註、ちくま学芸文庫、1999年。 ISBN 4480085238
- 『零度のエクリチュール』 石川美子訳、みすず書房、2008年。